# Nanotwardość
Nanotwardość (inaczej instrumentalne badanie twardości, nanoindentacja) – grupa metod badań twardości materiałów, wykorzystująca ciągły pomiar siły w funkcji przemieszczenia.
Pierwsze metody opracowane zostały w latach 70. XX wieku, a obecnie najpopularniejsza i pierwsza pozwalająca na wyznaczenie parametrów elastycznych została zaproponowana przez W.C. Oliviera oraz G.M. Pharra w 1992 r. W przeciwieństwie do standardowych metod, takich jak np. metoda Brinella, Rockwella lub Vickersa, nie bazuje na odczycie twardości po zaaplikowaniu i zdjęciu siły, lecz wykorzystuje ciągły przyrost siły lub przemieszczenia, aż do zadanych wartości i pomiar krzywej przyłożonej siły od zagłębienia penetratora (wgłębnika). Twardość nie jest odczytywana na bazie pomiaru powierzchni pozostawionego na materiale śladu lub jego głębokości, lecz na podstawie komputerowej analizy otrzymanej krzywej zagłębiania. Wartości sił przyłożonych do penetratora są dużo mniejsze niż w badaniach nawet mikrotwardości (gdzie wynoszą 0,09807 do 0,9807 N) i w niektórych maszynach pomiarowych mogą osiągać nawet tak małe wartości jak 1 nN. Typowe wartości zagłębienia penetratora wynoszą mniej niż 0,2 μm.

## Definicja

### Klasyczne pomiary twardości
Twardość materiału definiowana jest jako opór, który stawia materiał wciskanemu w niego wgłębnikowi. Inaczej mówiąc, jest to odporność materiału na działanie sił skupionych. W standardowych metodach pomiaru twardości siła jest przykładana do materiału poprzez punktowy wgłębnik, a po zdjęciu obciążenia mierzona jest powierzchnia powstałego odcisku (Brinell, Vickers) lub jego głębokość (Rockwell). Takie metody nie pozwalają jednak na bezpośrednie określenie innych parametrów materiałowych (możliwe jest jedynie przeliczenie twardości Brinella na wytrzymałość na rozciąganie materiału) oraz nie pozwalają na pomiar bardzo cienkich materiałów oraz powłok i z bardzo małymi siłami.

### Instrumentalne badanie twardości
W przeciwieństwie do wyżej wymienionych, ta metoda wykorzystuje ciągłe wgłębianie diamentowego penetratora o znanej geometrii (zazwyczaj końcówka Berkovicha) z zadaną szybkością przyrostu siły lub prędkością zagłębiania, aż do osiągnięcia zadanej siły lub zagłębienia. Mierzone jest zagłębienie w materiał dla każdej wartości siły lub siła dla każdej wartości zagłębienia, także podczas wycofywania (stopniowego odciążania) wgłębnika. Pomiar rozpoczyna się i kończy dla zerowej wartości siły na penetratorze. Wymaga to zautomatyzowanej, cyfrowej aparatury pomiarowej. Wynik jest przedstawiany w postaci krzywej obciążania i odciążania wgłębnika jako funkcji siły przyłożonej do wgłębnika od głębokości penetracji.
Instrumentalne badanie twardości służy do badania nanotwardości w zakresie zagłębienia ≤ 0,2 μm, jednak może również służyć do pomiaru twardości w zakresie mikro (siła < 2 N, zagłębienie > 0,2 μm) i makro (siła ≥ 2 N oraz ≤ 30 kN).

## Obliczenia
Jako że metoda ta jest całkowicie zautomatyzowana, wykorzystuje ona szereg wzorów do obliczania kolejnych niezbędnych wartości. Pozwala ona także na obliczenie wielu innych, poza faktyczną twardością, parametrów materiałowych. W technice Olivera-Pharra wykorzystywane są poniższe zależności.

### Głębokość kontaktu z wgłębnikiem
Podczas zagłębiania penetratora część powierzchni ugina się elastycznie pod wpływem tarcia ścianek wgłębnika o materiał, co skutkuje faktem, że materiał nie ma kontaktu z penetratorem na całej głębokości {\displaystyle h_{m}} w stosunku do powierzchni pierwotnej, lecz tylko na pewnej mniejszej długości {\displaystyle h_{c}} w stosunku do wierzchołka penetratora.
{\displaystyle h_{c}=h_{m}-\varepsilon {\frac {F_{m}}{S}},}
gdzie:
{\displaystyle h_{c}} – głębokość kontaktu z powierzchnią po odjęciu głębokości ugięcia elastycznego powierzchni,
{\displaystyle h_{m}} – maksymalne zagłębienie penetratora względem powierzchni początkowej materiału,
{\displaystyle \varepsilon } – stała związana z geometrią wgłębnika,
{\displaystyle F_{m}} – maksymalna siła nacisku wgłębnika,
{\displaystyle S} – sztywność próbki odczytana z krzywej obciążania.

### Sztywność próbki z krzywej obciążania
Sztywność próbki obliczana jest jako współczynnik nachylenia stycznej do krzywej odciążania dla maksymalnej siły i przemieszczenia (pochodna siły po zagłębieniu).
{\displaystyle S={\frac {dF}{dh}}.}

### Powierzchnia rzutu odcisku
W przypadku idealnego kształtu wgłębnika powierzchnia rzutu odcisku na płaszczyznę mogłaby być obliczona z głębokości penetracji na podstawie jego geometrii. W rzeczywistości jednak kształt wgłębnika różni się od zakładanego, co wpływa na dokładność pomiarów. Dlatego stosuje się kalibrację każdego z wgłębników na materiałach o dobrze znanych modułach Younga (modułach sprężystości podłużnej) i współczynnikach Poissona na podstawie kolejnych wzorów (zredukowanego modułu sprężystości i instrumentalnego modułu sprężystości). Funkcja kalibracyjna ma postać:
{\displaystyle A_{p}=C_{0}h_{c}^{2}+C_{1}h_{c}+C_{2}h_{c}^{\frac {1}{2}}+\ldots +C_{8}h_{c}^{\frac {1}{128}},}
gdzie:
{\displaystyle A_{p}} – powierzchnia rzutu odcisku na płaszczyznę przy maksymalnej sile i zagłębieniu,
{\displaystyle C_{x}} – parametry dopasowania.

### Zredukowany moduł sprężystości
Zredukowany moduł sprężystości dla próbki i wgłębnika definiowany jest jako:
{\displaystyle E_{r}={\frac {\sqrt {\pi }}{2\beta }}{\frac {S}{\sqrt {A_{p}}}},}
gdzie:
{\displaystyle \beta } – współczynnik korekcyjny.
Dla kalibracji, jako że moduły sprężystości próbki i wgłębnika są znane, zredukowany moduł sprężystości również jest znany (na podstawie przekształcenia podanego niżej równania), co pozwala obliczyć {\displaystyle A_{p}} i nakreślić krzywą kalibracyjną {\displaystyle A_{p}(h_{c})} do wyznaczenia parametrów {\displaystyle C_{x}.}

### Instrumentalny moduł sprężystości
Obliczany jest jako:
{\displaystyle E_{IT}={\frac {1-\nu ^{2}}{{\frac {1}{E_{r}}}-{\frac {1-\nu _{i}^{2}}{E_{i}}}}},}
gdzie:
{\displaystyle \nu } – współczynnik Poissona badanej próbki,
{\displaystyle \nu _{i}} – współczynnik Poissona wgłębnika,
{\displaystyle E_{i}} – moduł sprężystości wgłębnika.
Obliczony instrumentalny moduł sprężystości jest w przybliżeniu równy modułowi sprężystości materiału.

### Twardość instrumentalna
{\displaystyle H_{IT}={\frac {F_{m}}{A_{p}}}.}
Twardość instrumentalna podawana jest w MPa. Ze względu na ten sam stosunek powierzchni przekroju wgłębnika do głębokości zagłębienia, w przypadku penetratora Berkovicha i Vickersa możliwe jest łatwe przeliczenie twardości na skalę Vickersa, uwzględniając głębokość odcisku, która pozostaje w materiale po odciążeniu, zamiast głębokości pod obciążeniem jak dla pozostałych pomiarów.

### Praca deformacji
Z krzywej obciążania możliwe jest odczytanie całkowitej pracy zagłębiania jako pola pod krzywą obciążania. Pole pod krzywą odciążania reprezentuje energię odkształcenia sprężystego. Natomiast ich różnica (pole między krzywą obciążania i odciążania) przedstawia energię odkształcenia plastycznego materiału.

## Zalety i wady metody

### Zalety
- szybkie i zautomatyzowane badanie,
- możliwość wyznaczenia wielu parametrów materiału,
- szeroki zakres badanych materiałów,
- możliwość badania cienkich powłok i folii (maksymalne zagłębienie nie powinno przekraczać 10% grubości badanego materiału[10]),
- możliwość badań z cyklicznym obciążeniem (powrót do zera po każdym przyroście siły)[10],
- możliwość pomiarów relaksacji naprężeń (przy sterowaniu głębokością) oraz pełzania (przy sterowaniu siłą)[10],
- możliwość pomiarów dynamicznych i odpowiedzi lepkosprężystej poprzez oscylację wgłębnika[10].

### Wady
- bardziej skomplikowana, droższa i wrażliwa na zakłócenia aparatura niż w przypadku metod konwencjonalnych,
- możliwe, łatwe do przeoczenia, podnoszenie się materiału dookoła wgłębnika w wyniku odkształceń i płynięcia plastycznego, co zwiększa rzeczywistą powierzchnię styku z wgłębnikiem i zaburza pomiar[6].